# Ngân Văn Đại
Ngân Văn Đại (ur. 9 lutego 1992 w Nghệ An) – wietnamski piłkarz, grający na pozycji napastnika, reprezentant kraju.

## Życiorys
W 2018 mistrz Wietnamu w składzie Hà Nội T&T. Był członkiem drużyny Wietnamu na Puchar Azji w Piłce Nożnej 2019.